# Prefectura apostólica de Labateca
La prefectura apostólica de Labateca (en latín: Praefectura Apostolica de Labateca) fue una circunscripción eclesiástica de la Iglesia católica en Colombia. Se trataba de una prefectura apostólica latina, inmediatamente sujeta a la Santa Sede, suprimida el 29 de mayo de 1956.

## Territorio y organización
La prefectura apostólica tenía 13 000 km² y extendía su jurisdicción sobre los fieles católicos de rito latino residentes en parte de los departamentos de Norte de Santander y Arauca.
La sede de la prefectura apostólica se encontraba en la ciudad de Labateca, en donde la catedral era la iglesia de Nuestra Señora de las Angustia.
En 1950 en la prefectura apostólica existían 3 parroquias.

## Historia
La prefectura apostólica de Labateca fue erigida el 15 de junio de 1945 por el papa Pío XII mediante la bula Ecclesiarum omnium, con territorio tomado de la diócesis de Nueva Pamplona y la prefectura apostólica de Arauca. La tarea de evangelizar este territorio fue encomendada a los misioneros del Instituto de Misiones Extranjeras de Yarumal.
El 29 de mayo de 1956 la prefectura apostólica de Labateca fue suprimida de facto por el mismo papa y el territorio fue dividido entre las diócesis de Nueva Pamplona y Cúcuta y la prefectura apostólica de Arauca (hoy diócesis de Arauca).
El único prefecto apostólico fue Luis Eduardo García Rodríguez.

## Estadísticas
Según el Anuario Pontificio 1951 la prefectura apostólica tenía a fines de 1950 un total de 6 sacerdotes, 9 religiosos y 12 religiosas.
| Año                                                                             | Población            | Población | Población      | Sacerdotes | Sacerdotes    | Sacerdotes    | Bautizados por sacerdote | Diáconos permanentes | Religiosos | Religiosos | Parroquias |
| Año                                                                             | Bautizados católicos | Total     | % de católicos | Total      | Clero secular | Clero regular | Bautizados por sacerdote | Diáconos permanentes | Varones    | Mujeres    | Parroquias |
| ------------------------------------------------------------------------------- | -------------------- | --------- | -------------- | ---------- | ------------- | ------------- | ------------------------ | -------------------- | ---------- | ---------- | ---------- |
| 1950                                                                            | ?                    | ?         | ?              | 6          | -             | 6             | ?                        |                      | 9          | 12         | 3          |
| Fuente: Catholic-Hierarchy, que a su vez toma los datos del Anuario Pontificio. |                      |           |                |            |               |               |                          |                      |            |            |            |

## Episcopologio
- P. Luis Eduardo García Rodríguez, M.X.Y. † (25 de junio de 1945-31 julio de 1956 nombrado prefecto apostólico de Arauca)